# Khaled Abdulraouf
Khaled Abdulraouf Al-Zereiqi (14 novembre 1990) è un calciatore qatariota, centrocampista dell'Umm-Salal e della Nazionale qatariota.

## Carriera

### Nazionale
Ha esordito in Nazionale nel 2013.